# Анн Пріму
Анґела Анна Дюпон, у шлюбі відома як Анн Пріму (фр. Anne Primout; 5 жовтня 1890, Французький Алжир — 26 березня 2005, Східні Піренеї, Лангедок-Русійон, Франція) — повністю верифікована алжирсько-французька супердовгожителька.

## Життєпис
Анґела Анна Дюпон народилася 5 жовтня 1890 року в Алжирі (на той час французька колонія), а померла 26 березня 2005 року у Франції у віці 114 років і 172 днів. На момент смерті вона була найстарішою людиною у Франції. Анн Пріму є найстарішою людиною в історії Алжиру. Також вона є другою найстарішою людиною в історії Африки, після Аделіни Домінґес, яка прожила всього на 11 днів довше за Пріму.